# بيل نآي ينقذ العالم
بيل نآي ينقذ العالم (بالإنجليزية: Bill Nye Saves the World) برنامج حواري تلفزيوني أمريكي. يقدمهُ العالم ومقدم البرامج الأمريكي بيل نآي. يُركز البرنامج على العلوم وعلاقتها بالسياسة، الثقافة، التقاليد والمجتمع. تناول الموسم الأول من البرنامج عدة مواضيع؛ الإحتباس الحراري، العلاج البديل، ألعاب الفيديو، الجنس من ناحية علمية. كما يظهر في بطولة المسلسل؛ عارضة الأزياء كارلي كلوس، مقدم فيديوهات يوتيوب ديريك مولر، الكوميدي نظيم حسين، الكوميدية والكاتبة جوانا هاوسمان، ومقدمة البرامج إميلي كالاندريل.
توفرت حلقات الموسم الأول الثلاث عشر للعرض حسب الطلب على نتفليكس في 21 أبريل، 2017.

## وصلات خارجية
- الموقع الرسمي
- بيل نآي ينقذ العالم على موقع IMDb (الإنجليزية)
- بيل نآي ينقذ العالم على موقع ميتاكريتيك (الإنجليزية)
- بيل نآي ينقذ العالم على موقع روتن توميتوز (الإنجليزية)
- بيل نآي ينقذ العالم على موقع نتفليكس (الإنجليزية)
- بيل نآي ينقذ العالم على موقع كينوبويسك (الروسية)
- بيل نآي ينقذ العالم على موقع قاعدة بيانات الفيلم (الإنجليزية)